# Бумажний Лев Осипович
Лев Осипович Бумажний (23 квітня 1901 — 21 грудня 1980) — радянський архітектор. Член-кореспондент Академії будівництва і архітектури СРСР. Член Спілки архітекторів СРСР (з 1932 року).

## Життєпис
Народився в містечку Богопіль, нині — у складі міста Первомайськ Миколаївської області. Молодший брат радянського партійного і профспілкового діяча Юхима Бумажного (1894—1967).
У 1916 році навчався в Одеському художньому училищі імені Великого князя Володимира Олександровича. З 1921 по 1924 роки навчався у ВХУТЕМАС-ВХУТЕІН, а з 1928 по 1932 роки — в Московському архітектурному інституті.
Працював у проектній майстерні № 1 міста Москви. Був заступником керівника майстерні І. В. Жолтовського. У 1934 році розробив проекти гуртожитка і клубу-їдальні для Московського ветеринарного інституту. У 1937 році закінчив інститут аспірантури Академії архітектури СРСР.
Брав участь у роботі нал перспективним планом південно-західного району Москви. За проектом Л. О. Бумажного у 1938—1939 роках був зведений будинок № 73 по проспекту Миру. У 1940 році цей будинок був удостоєний премії Мосміськради за кращу житлову будівлю року. На посаді керівника архітектурно-проектної майстерні Управління житлового будівництва Мосміськради займався проектуванням забудови Можайського шосе, де за його проектом був зведений будинок на Кутузовському проспекті. Також за його проектами були зведені житлові будинки на Ленінському проспекті (1949—1955) та на Хорошовському шосе (1944—1945) у Москві.
Після завершення Другої світової війни працював у Магнітогорську. Під його керівництвом був спроектований проспект Металургів, одна з головних магістралей міста. У 1958 році у співавторстві з М. Г. Морозовим написав книгу «Магнітогорськ».
У 1957 році обирався членом-кореспондентом Академії будівництва і архітектури СРСР. Працював заступником голови Московського обласного відділення Спілки архітекторів СРСР, керівником проектної майстерні, директором НДІ архітектури житла, головним спеціалістом ГоловАПУ. Розробив проект відновлення і реконструкції будівлі ЦК ВКП(б) на Старій площі у Москві.
Мешкав у Москві, де й помер.

## Нагороди
Лауреат Державної премії СРСР — за розробку проекту цілісної забудови житлових масивів і кварталів.
Нагороджений орденом «Знак Пошани» (13.07.1940) — за успішну роботу з впровадження Генерального плану реконструкції Москви, а також медалями.